# Johann Georg Ackermann
Johann Georg Ackermann (* 5. November 1805 in Frankfurt am Main; † 29. Juni 1869 ebenda) war ein Politiker der Freien Stadt Frankfurt.
Ackermann war Uhrmacher in Frankfurt am Main. Am 25. Oktober 1848 wurde er in die Constituierende Versammlung der Freien Stadt Frankfurt gewählt.